# Silas A. Holcomb
Silas Alexander Holcomb, né le 25 août 1858 et mort le 25 avril 1920, est un homme politique démocrate américain. Il est le 9e gouverneur du Nebraska entre 1895 et 1899 sous une étiquette commune, entre le Parti démocrate et le Parti populiste.